# Lucy Nethsingha

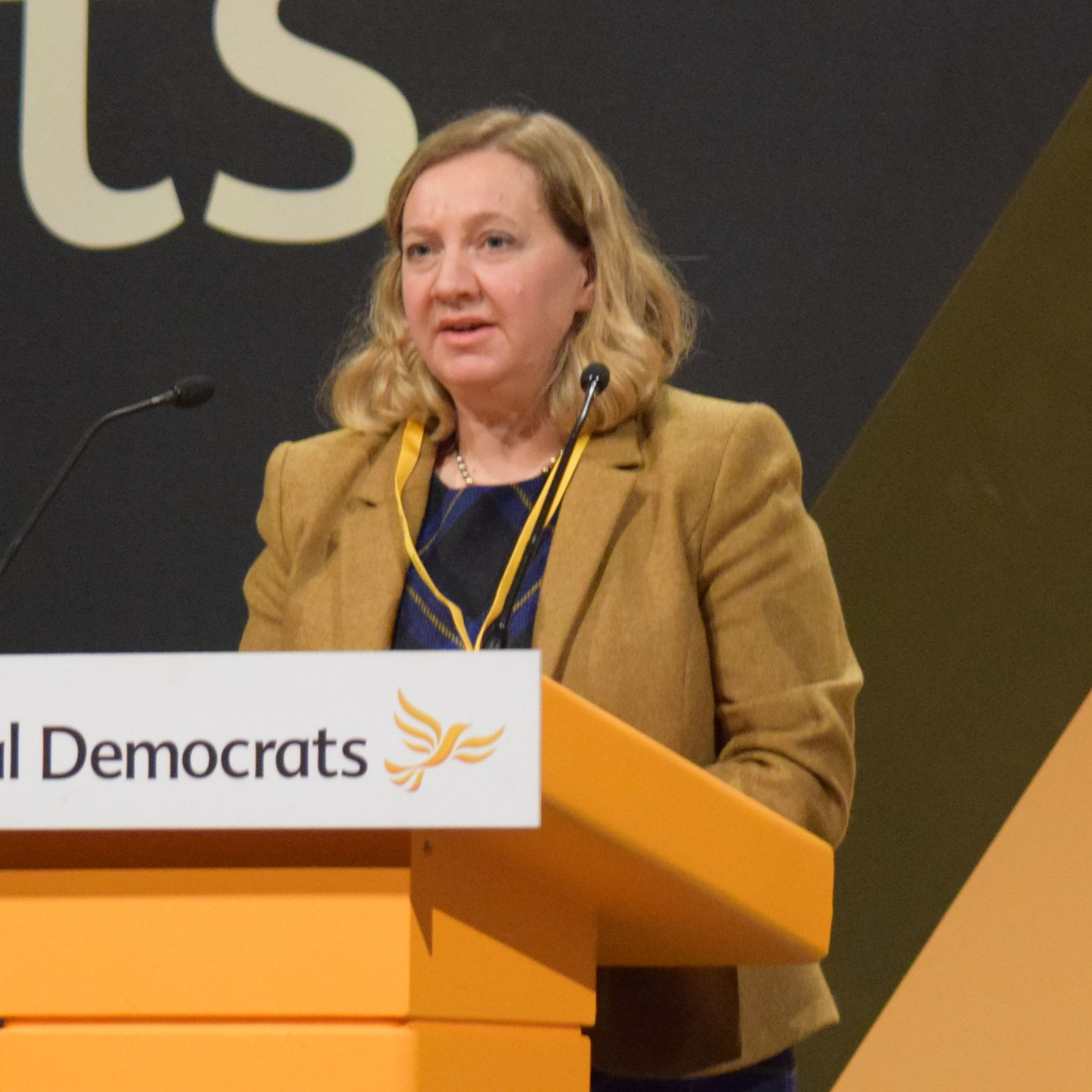
Nethsingha discursando em uma conferência Liberal Democrata no The Barbican Centre, York, antes de ser eleita Membro do Parlamento Europeu.

Lucy Kathleen Nethsingha (nascida em 6 de fevereiro de 1973) é uma política britânica que foi membro liberal-democrata do Parlamento Europeu (MEP) pelo Leste da Inglaterra entre 2019 e a retirada do Reino Unido da UE. Foi presidente da Comissão dos Assuntos Jurídicos do Parlamento (JURI).

## Política
Como uma liberal democrata, Nethsingha representou a divisão de Newnham no Conselho do condado de Cambridgeshire desde 2009, e é líder do Grupo Liberal Democrata no conselho desde 2015 (ela havia sido vice-líder desde 2011). Desde 2016, ela também representa o bairro de Newnham no Cambridge City Council.
Ela contestou sem sucesso o eleitorado parlamentar de North East Cambridgeshire nas eleições gerais de 2015, terminando em quarto lugar entre cinco candidatos, com 2.314 votos (4,5%). Na eleição geral realizada dois anos depois, ela disputou South East Cambridgeshire e terminou em último lugar entre três candidatos, com 11.958 votos (19,0%).

## Vida pessoal e carreira profissional
Nethsingha cresceu na Cornualha, o que, segundo ela, a deixou ciente da importância de cuidar do meio ambiente. Ela é professora de profissão e possui mestrado pela Universidade de Cambridge. Ela é casada e tem três filhos. O seu marido, Andrew Nethsingha, é diretor de música e membro do St John's College, Cambridge, desde 2007.
 